# Jimmy Page
Jimmy Page, właśc. James Patrick Page (ur. 9 stycznia 1944 w Heston) – gitarzysta rockowy, twórca zespołu Led Zeppelin. W plebiscycie magazynu Rolling Stone zajął 9. miejsce na liście 100 największych gitarzystów wszech czasów w roku 2003, a w roku 2011 został sklasyfikowany na 3. pozycji. Z kolei w 2004 roku muzyk został sklasyfikowany na 6. miejscu listy 100 najlepszych gitarzystów heavymetalowych wszech czasów według magazynu Guitar World. Oficer Orderu Imperium Brytyjskiego.

## Życiorys

### Przed Led Zeppelin
Urodził się 9 stycznia 1944 roku w Heston (hrabstwo Middlesex) w Wielkiej Brytanii. Pierwsze lata życia spędził na farmie wujka w Northamptonshire, by ostatecznie osiąść w Epsom w hrabstwie Surrey w 1952 r. W mieszkaniu pozostawiona została gitara hiszpańska, prawdopodobnie nigdy nie używana, która początkowo nie wzbudziła zainteresowania chłopca. Zaczął na niej grać mając 12 lat. W 1957 r. grał już we własnej grupie skiffle’owej „James Page Skiffle Group”. Wystąpili w programie BBC „All Your Own” Talent”, który prowadził Huw Wheldon, późniejszy dyrektor BBC. Wykonali utwory „Mama Don’t Want to Skiffle Anymore” i „In Them Old Cottonfields Back Home”.
Do szkoły chodził z gitarą, by samodzielnie się uczyć na przerwach z poznanym w owym czasie przyjacielem Jeffem Beckiem. Nie interesował się wtedy rock and rollem.
Udzielał się w kilku małych zespołach z Epsom, pierwszym ważniejszym był zespół Neil Christian & The Crusaders, Jimmy rozstał się jednak szybko z grupą ze względu na zły stan zdrowia.
W tym samym czasie rozpoczął naukę malarstwa w szkole plastycznej, rezygnując z niej w 1963 roku, gdy podjął pracę jako muzyk sesyjny. W Londynie szybko zyskał na popularności – jego partie można odnaleźć na nagraniach m.in. The Who, Donovana, Them, The Kinks, czy The Rolling Stones. W czasie pracy w studio nagrał i wyprodukował swój własny singel „She Just Satisfies”. Zawarł też znajomość z Erikiem Claptonem.
Po odejściu Claptona z The Yardbirds w 1965 Page’owi proponowano dołączenie do grupy. Ten jednak polecił Yardbirdsom swego kolegę Jeffa Becka, by już w rok później (będąc zmęczonym rolą muzyka do wynajęcia) dołączyć ostatecznie do zespołu, którego ofertę wcześniej odrzucił, jako gitarzysta basowy.
Gdy grupa w 1968 rozpadła się, Jimmy wraz ze znanym studyjnym basistą Johnem Paulem Jonesem, wokalistą Robertem Plantem oraz perkusistą Johnem Bonhamem stworzył zespół, the New Yardbirds, nazwany ostatecznie Led Zeppelin.

### Po rozpadzie Led Zeppelin

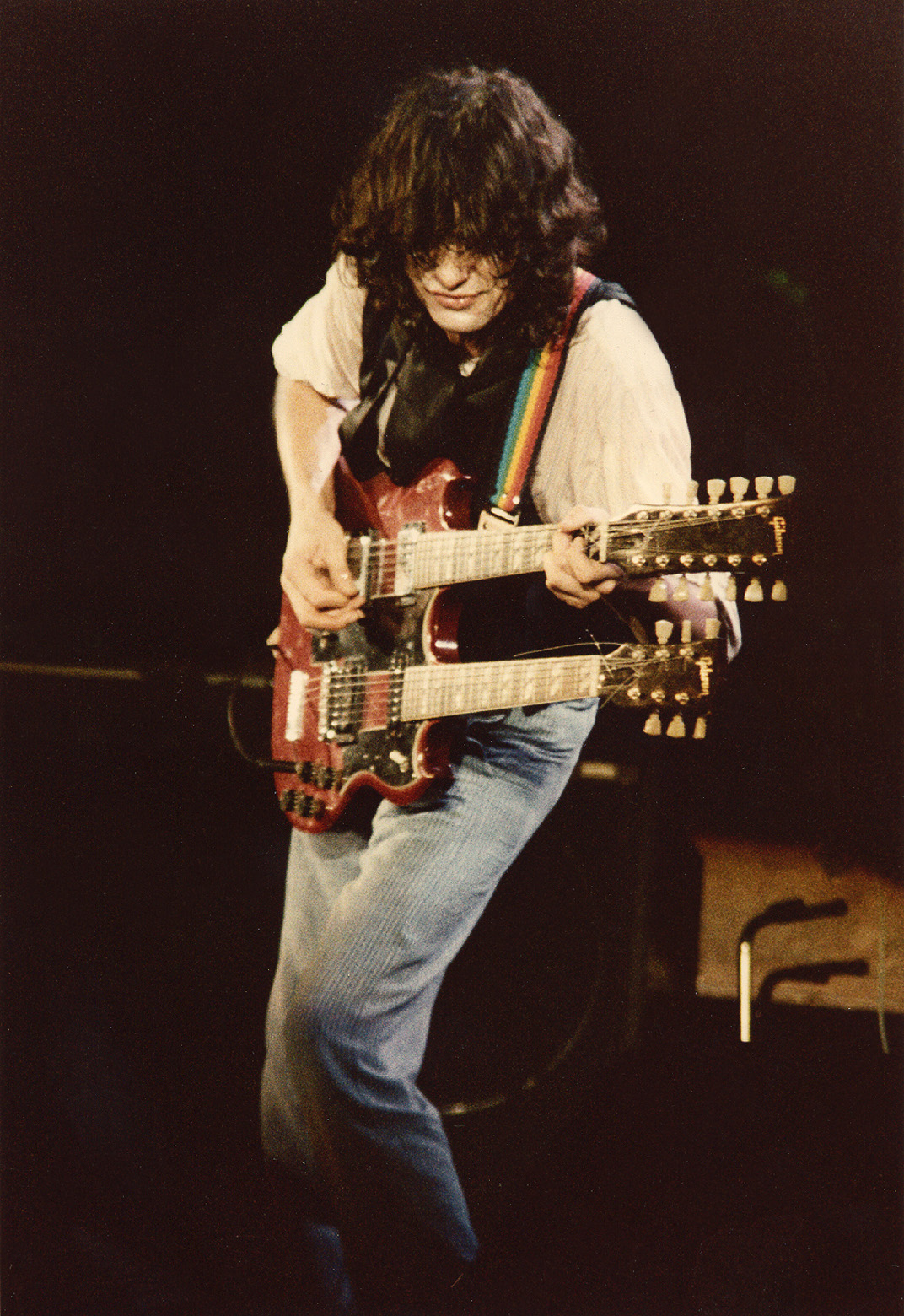
Jimmy Page (1983)

Po rozpadzie zespołu Led Zeppelin (spowodowanym śmiercią perkusisty) w 1980 roku Page rozpoczął karierę solową.
W 1981 roku przez krótki czas współpracował z Alanem White’em i Chrisem Squire’em z zespołu Yes, lecz nie pojawiło się żadne oficjalne nagranie tego „zespołu”, nazywanego często przez fanów XYZ.
Jego pierwszym solowym nagraniem była ścieżka dźwiękowa do filmu Death Wish II (Życzenie Śmierci II). Napisał również ścieżkę dźwiękową do Death Wish III (Życzenie Śmierci III). Po wspólnej trasie koncertowej u boku Roya Harpera w 1984 Jimmy wraz z Paulem Rodgersem, Tonym Franklinem i Chrisem Slade’em założył grupę The Firm, która po wydaniu dwóch albumów przestała istnieć.
W 1993 Page nagrał wraz z Davidem Coverdale’em album o tytule „Coverdale and Page”, rok później wydał płytę „No Quarter: Jimmy Page and Robert Plant Unledded”, będącą efektem wspólnego występu z Robertem Plantem dla MTV Unplugged. Późniejsze wydawnictwo „Walking into Clarksdale” zamyka listę dokonań tego duetu.
Kolejnymi projektami Page’a były między innymi eksperyment z raperem Puff Daddym i koncertowe nagranie powstałe przy współpracy The Black Crowes.
Jimmy Page zaznaczył swą obecność w wielu rankingach najlepszych gitarzystów rockowych wszech czasów, m.in. jego solówka do utworu „Stairway to Heaven” znalazła się na 1. miejscu na liście 100 Greatest Guitar Solos sporządzonej przez magazyn Guitar World.
24 sierpnia 2008 wystąpił wraz z Leoną Lewis na ceremonii zakończenia Igrzysk Olimpijskich w Pekinie, wykonując „Whole Lotta Love”.
W grudniu 2005 został odznaczony Orderem Imperium Brytyjskiego IV klasy (OBE) decyzją królowej Wielkiej Brytanii, Elżbiety II.
30 września 2014 Page (który nie miał żadnej solowej trasy koncertowej od 1988) ogłosił, że założy nowy zespół i będą wykonywać materiał obejmujący całą jego karierę.

Jeżeli znów miałbym zacząć koncertować, to zrobiłbym to z muzykami, którzy nie są rozpoznawalni. Jeszcze nie założyłem zespołu, ale zrobię to w przyszłym roku.

Mówił również o swoim podejściu do przyszłego koncertowania:
„Gdybym miał zagrać jeszcze raz, chciałbym połączyć materiał ze wszystkich etapów mojej kariery. Chciałbym cofnąć się zarówno do bardzo dawnych czasów z The Yardbirds, ale też nie pominąłbym nowego materiału. Mam nadzieję, że będę miał okazję grać wszystko co potrafię np. instrumentalną wersję Dazed and Confused itd..”

## Instrumentarium
- gitary elektryczne[11][12]
  - 1958 Fender Telecaster – podarunek od Jeffa Becka, używana w latach 1968–1969, wykorzystana do nagrania solówki w Stairway to Heaven;
  - 1959 Gibson Les Paul Standard #1 – ulubiona gitara Page’a, grał na niej przez cały okres działalności Led Zeppelin;
  - 1958 Gibson Les Paul Standard #2 – używana zamiennie z powyższą;
  - 1969 Gibson Les Paul Standard #3 – wykorzystywana od 1973;
  - Danelectro – złożona przez Jimmy’ego z dwóch gitar Danelectro, posługiwał się nią np. podczas wykonywania "Kashmir" „White Summer/Black Mountain Side” na żywo;
  - Gibson „Black Beauty” Les Paul Custom – ukradziona w 1970;
  - Gibson EDS-1275 Doubleneck – dwugryfowa gitara do wykonań m.in. Stairway to Heaven na żywo;
  - 1965 Fender Electric XII – dwunastostrunowa gitara elektryczna, użyta m.in. do nagrania studyjnej wersji „Stairway to Heaven” i „Living Loving Maid”;
  - 60s Lake Placid Blue Fender Stratocaster – Jedna z niewielu gitar Stratocaster w jego kolekcji. chrzest bojowy przeszła w 1975 – Jimmy posługiwał się nią m.in. do wykonywania „In The Evening” na koncertach;
  - Gibson SG – używana od 1980 (bardzo rzadko);
  - Fender 10-String 800 Pedal Steel – dziesięciostrunowa gitara stalowa.
- gitary akustyczne[11][12]
  - Gibson J-200 Acoustic – używana podczas nagrywania Led Zeppelin;
  - Martin D-28 Acoustic – po raz pierwszy użyta w 1970;
  - Giannini 12-String Acoustic – jak wyżej. Wykorzystana przy nagrywaniu„Tangerine”;
  - Harmony Sovereign H-1260 – używana przy nagrywaniu Led Zeppelin III.

## Publikacje
- Jimmy Page, 2014, Genesis Publications, ISBN 978-1-905662-32-6.

## Wybrana dyskografia
Albumy solowe
| Tytuł    | Dane dot. albumu                                  | Pozycja na liście | Pozycja na liście | Pozycja na liście | Pozycja na liście | Pozycja na liście | Pozycja na liście | Certyfikat         |
| Tytuł    | Dane dot. albumu                                  | USA               | AUS               | NZL               | SWE               | UK                | NLD               | Certyfikat         |
| -------- | ------------------------------------------------- | ----------------- | ----------------- | ----------------- | ----------------- | ----------------- | ----------------- | ------------------ |
| Outrider | - Data: 19 czerwca 1988 - Wydawca: Geffen Records | 26                | 25                | 22                | 28                | 27                | 33                | - USA: złota płyta |

Albumy koncertowe
| Tytuł                                     | Dane dot. albumu                              | Pozycja na liście | Pozycja na liście | Pozycja na liście | Pozycja na liście | Pozycja na liście | Certyfikat         |
| Tytuł                                     | Dane dot. albumu                              | USA               | NZL               | UK                | NLD               | FRA               | Certyfikat         |
| ----------------------------------------- | --------------------------------------------- | ----------------- | ----------------- | ----------------- | ----------------- | ----------------- | ------------------ |
| Live at the Greek (oraz The Black Crowes) | - Data: 29 lutego 2000 - Wydawca: TVT Records | 64                | 45                | 39                | 46                | 73                | - USA: złota płyta |

Ścieżki dźwiękowe
| Tytuł              | Dane dot. albumu                            | Pozycja na liście |
| Tytuł              | Dane dot. albumu                            | USA               |
| ------------------ | ------------------------------------------- | ----------------- |
| Życzenie śmierci 2 | - Data: 15 lutego 1982 - Wydawca: Swan Song | 50                |

## Wybrana filmografia
| Tytuł                                                          | Rok  | Rola        | Uwagi                                          | Źródło |
| -------------------------------------------------------------- | ---- | ----------- | ---------------------------------------------- | ------ |
| Atlantic Records 40th Anniversary: It’s Only Rock ‘n’ Roll     | 1988 | jako on sam | film dokumentalny, reżyseria: Walter C. Miller | [ 21 ] |
| Jeff Buckley: Everybody Here Wants You                         | 2002 | jako on sam | film dokumentalny, reżyseria: Serena Cross     | [ 22 ] |
| Będzie głośno                                                  | 2008 | jako on sam | film dokumentalny, reżyseria: Davis Guggenheim | [ 23 ] |
| The Death and Resurrection Show                                | 2013 | jako on sam | film dokumentalny, reżyseria: Shaun Pettigrew  | [ 24 ] |
| Classic Rock Roll of Honour: Presented by Orange Amplification | 2014 | jako on sam | film dokumentalny, reżyseria: Devin Dehaven    | [ 25 ] |